# Berlin Mitte
Mitte er det første af Berlins tolv distrikter (tysk: Bezirke). Det udgøres af bydelene (tysk: Ortsteile) Mitte, Moabit, Hansaviertel, Tiergarten, Wedding og Gesundbrunnen.
Med et areal på 39,5 km2 og et befolkningstal på 385.748 (2020) er Mitte det henholdsvis næstmindste og næstfolkerigeste distrikt i Berlin. Med 9.766 indbyggere pr. km2 har distriktet byens næsthøjeste befolkningstæthedsgrad.
Distriktets lokale borgerrepræsentation (tysk: Bezirksverordnetenversammlung) domineres af partierne Bündnis 90/Die Grünen og SPD, der begge sidder på 14 ud af 55 pladser. Siden 2016 har Stephan von Dassel (Bündnis 90/Die Grünen) været Mittes distriktsborgmester (tysk: Bezirksbürgmeister). Han udgør sammen med fire øvrige forvaltere (tysk: Bezirksstadträte), valgt af Mittes borgerrepræsentation, distriktets daglige ledelse (tysk: Bezirksamt).
Mitte er det mest centrale distrikt og omkranser byens historiske centrum. Området har nogle af de vigtigste turistattraktioner i Berlin såsom Museumsinsel, Brandenburger Tor, Unter den Linden, Reichstag og Alexanderplatz. Mange af disse ligger i det, der tidligere udgjorde Østberlin.

## Mittes bydele
Mitte er inddelt i følgende bydele:
| Bydele             | Areal (km2) | Befolkningstal 31. december 2020 | Befolkningstæthed pr. km2 |
| ------------------ | ----------- | -------------------------------- | ------------------------- |
| 0101 Mitte         | 10,70       | 102.338                          | 9.564                     |
| 0102 Moabit        | 7,72        | 81.021                           | 10.495                    |
| 0103 Hansaviertel  | 0,53        | 5.924                            | 11.177                    |
| 0104 Tiergarten    | 5,17        | 14.940                           | 2.890                     |
| 0105 Wedding       | 9,23        | 85.275                           | 9.239                     |
| 0106 Gesundbrunnen | 6,13        | 93.862                           | 15.312                    |

## Politik

### Distriktsforvaltningen i Mitte
Den daglige politiske ledelse af distriktet varetages af følgende distriktsforvaltere:
| Distriktsforvaltere                    | Parti                 |
| -------------------------------------- | --------------------- |
| Distriktsborgmester Stephan von Dassel | Bündnis 90/Die Grünen |
| Vicedistriktsborgmester Ephraim Gothe  | SPD                   |
| Sabine Weißler                         | Bündnis 90/Die Grünen |
| Ramona Reiser                          | Die Linke             |
| Carsten Spallek                        | CDU                   |

### Borgerpræsentationen i Mitte
Distriktets lokale borgerrepræsentation har siden distriktsvalget 18. september 2016 haft følgende sammensætning:
| Parti                 | Pladser |
| --------------------- | ------- |
| Bündnis 90/Die Grünen | 14      |
| SPD                   | 14      |
| Die Linke             | 10      |
| CDU                   | 7       |
| AfD                   | 5       |
| FDP                   | 3       |
| Piratenpartei         | 2       |
| I alt                 | 55      |

### Internationale venskabsbyer
- Higashiōsaka, Japan (siden 1959)
- Holon, Israel (siden 1970)
- Frogn, Norge (siden 1990)
- Shinjuku, Japan (siden 1994)
- Tourcoing, Frankrig (siden 1995)
- Tsuwano, Japan (siden 1995)
- Terézváros, Ungarn (siden 2005)
- Beyoğlu, Tyrkiet (siden 2008)

### Nationale venskabsbyer
- Kassel, Hessen (siden 1962)
- Schwalm-Eder-Kreis, Hessen (siden 1979)
- Bottrop, Nordrhein-Westfalen (siden 1983)